# Louis Dupret
Louis Joseph Dupret (Kain, 20 mei 1801 - Doornik, 6 september 1863) was een Belgisch volksvertegenwoordiger.

## Levensloop
Dupret was een zoon van de herbergier Philippe Dupret en van Catherine Delmée. Hij bleef vrijgezel.
Hij werd notaris in 1835 en beoefende het beroep uit tot kort voor zijn dood. Hij was opeenvolgend secretaris, syndicus en penningmeester van de Kamer van notarissen voor het arrondissement Doornik.
In 1856 werd hij verkozen tot gemeenteraadslid van Doornik en bleef dit tot aan zijn dood.
In april 1862 volgde hij Victor Savart op als liberaal volksvertegenwoordiger voor het arrondissement Doornik, een mandaat dat iets meer dan een jaar later door zijn dood werd afgebroken. Zijn opvolger werd minister Charles Rogier.